# Sanniki (Mazovie)
Pour les articles homonymes, voir Sanniki.
Sanniki (prononciation : [sanˈniki]) est une ville polonais de la gmina de Sanniki dans le powiat de Gostynin de la voïvodie de Mazovie dans le centre-est de la Pologne.
Le village est le siège administratif de la gmina appelée gmina de Sanniki.
Il se situe à environ 29 kilomètres à l'est de Gostynin (siège du powiat) et à 79 kilomètres à l'ouest de Varsovie (capitale de la Pologne).
Le village possède approximativement une population de 2 000 habitants.

## Histoire
De 1975 à 1998, le village appartenait administrativement à la voïvodie de Płock.

## Jumelages
Chalonnes-sur-Loire (France) depuis 2001.